# Balka
Balka  (ucraniano: Балка) es una localidad del Raión de Ovidiopol en el Óblast de Odesa de Ucrania. Según el censo de 2024, tiene una población de 14 habitantes.